# Gargara hachijoinsulana
Gargara hachijoinsulana är en insektsart som beskrevs av Kato 1940. Gargara hachijoinsulana ingår i släktet Gargara och familjen hornstritar. Inga underarter finns listade i Catalogue of Life.